# مارتينو مارتيني
مارتينو مارتيني (بالصينية: 卫匡国) (بالإيطالية: Martino Martini)‏ هو مؤرخ وكاتب إيطالي وصيني، ولد في 20 سبتمبر 1614 في ترينتو في إيطاليا، وتوفي في 6 يونيو 1661 في هانغتشو في الصين بسبب كوليرا.